# 普里斯特巴克湖

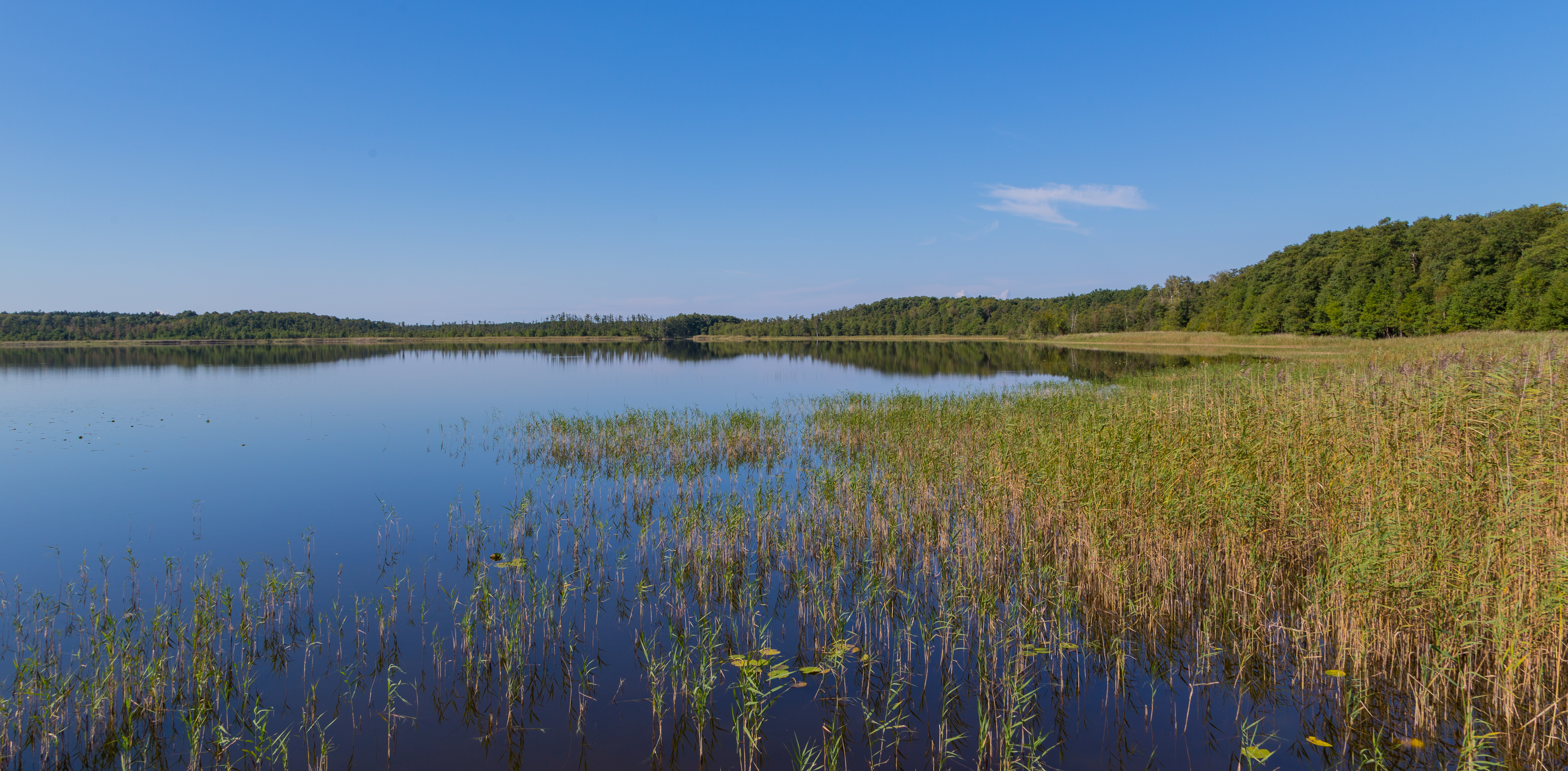

53°25′17″N 12°50′32″E / 53.42125°N 12.84228°E
普里斯特巴克湖（德語：Priesterbäker See），是德國的湖泊，位於該國東北部梅克倫堡-前波美拉尼亞州，由梅克倫堡湖區郡負責管轄，長2.4公里、寬1公里，面積1.5平方公里，海拔高度63米。